# Bafut-Kriege
Die Bafut-Kriege waren eine Reihe von Kriegen im späten 19. und frühen 20. Jahrhundert zwischen den Truppen des Fon (Monarch) von Bafut sowie den von Deutschland unterstützten Truppen der benachbarten Monarchien und Truppen des Deutschen Kaiserreiches. 
Die Kriege führten unmittelbar zum Sieg über das Reich Bafut und der Fon von Bafut wurde daraufhin ins Exil gezwungen. Sie machten das Reich Bafut letztendlich zu einem Teil des deutschen Schutzgebietes Kamerun.

## Ereignisse
Im Jahre 1889 erreichte der deutsche Entdecker Eugen Zintgraff die Stadt Bafut, nachdem er Bali Nyonga besucht und die Station Baliburg gegründet hatte. Bali war ein benachbartes Reich und Rivale des Reiches Bafut. Eine Verletzung der Etiquette durch Eugen Zintgraff gegenüber dem Fon von Bafut, Abumbi I, wurde als vorsätzlicher feindseliger Akt betrachtet. Als Anstifter wurde der Fon von Bali Nyonga verdächtigt. Zintgraff erhielt dennoch das Versprechen, Wegführer für seine Weiterreise Richtung Banyo zu erhalten. Da die deutsche Expedition jedoch einen Hinterhalt fürchtete, schlug Zintgraff einen Umweg durch den Urwald ein und ging den Bafut somit aus dem Weg. 

### Schlacht von Mankon

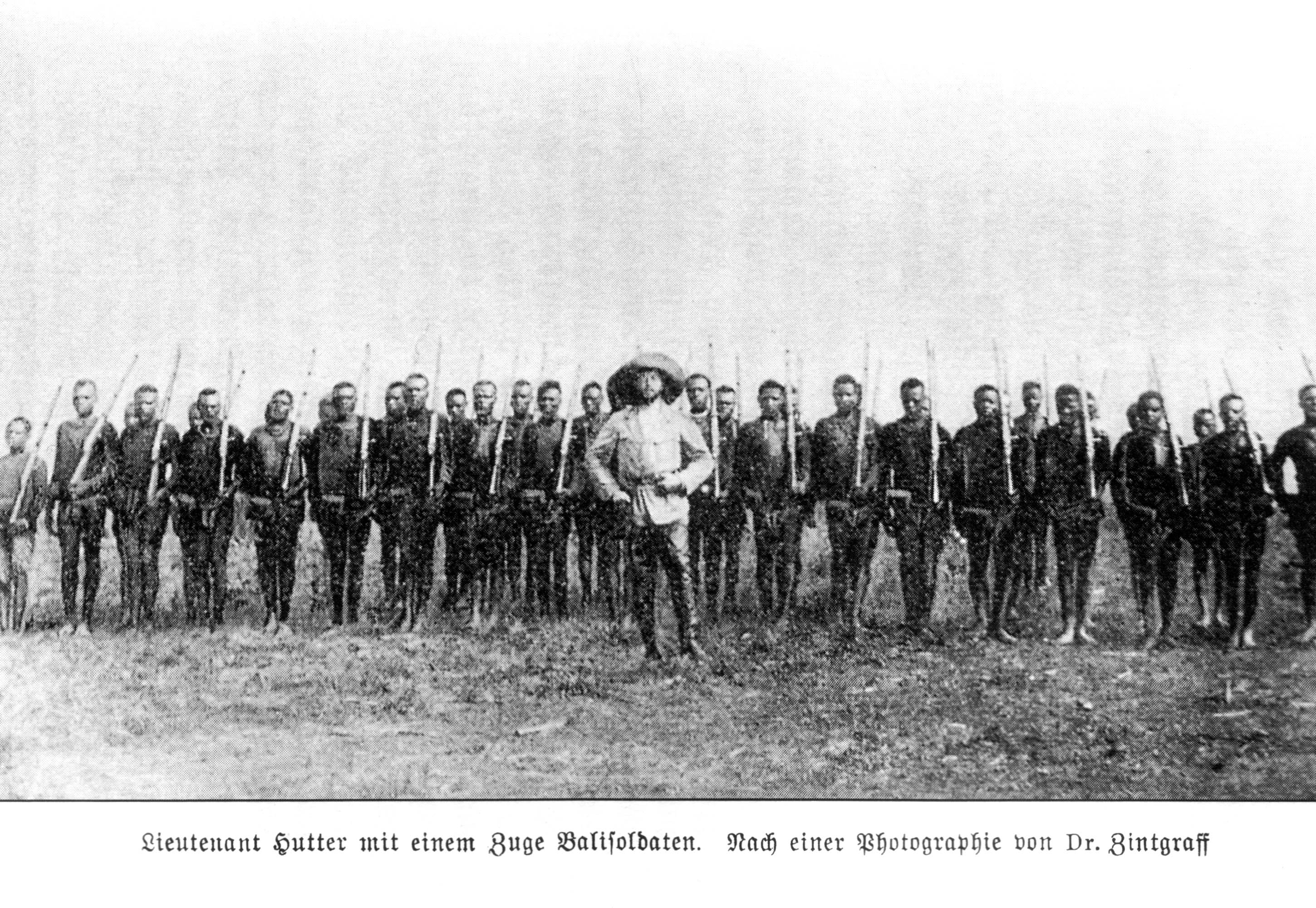
Soldaten aus Bali unter dem Kommando des deutschen Offiziers Franz Karl Hutter, um 1891

1891 attackierten von Deutschen angeführte Truppen des Bali Nyonga den Ort Mankon – ein Verbündeter von Bafut. Der Angriff war eine Vergeltungsmaßnahme für den Tod von zwei Boten von Eugen Zintgraff, die nach Bafut gesandt worden waren, um Elfenbein zu verlangen. Die Bali stellten den Deutschen etwa 5.000 Soldaten zur Verfügung. Dazu kamen Zintgraffs Expedition sowie begleitende Europäer. Mankon wurde durch die Kampftruppe am 31. Januar 1891 angegriffen. Zunächst gelang es, die Bafut zurückzudrängen. Auch der Hauptort von Bafut, Badang, wurde eingenommen und niedergebrannt. Rund 10.000 Soldaten aus Bafut, Mankon und Umgebung attackierten die angreifenden Truppen auf ihrer Rückreise und fügten ihnen schwere Verluste zu. Dabei kamen vier Deutsche ums Leben: Leutnant von Spangenberg, Expeditionsmeister Huwe sowie die Herren Thiede und Rehber. Zudem fielen 170 Mann der Expedition Zintgraffs und zahlreiche Balis. Die Deutschen und ihre afrikanischen Verbündeten zogen sich nach Baliburg zurück. Auf der Seite Bafuts kostete der Kampf etwa 500 Soldaten das Leben. Diese Schlacht ging als die Schlacht von Mankon in die Geschichte ein. Sie galt schon damals als das hartnäckigste Gefecht, das die Deutschen bis zu diesem Zeitpunkt in Westafrika geführt hatten.

### Weiterer Verlauf
Von 1901 bis 1907 überfiel die deutsche Schutztruppe, die anfänglich unter dem Schutztruppenkommandanten Curt von Pavel stand, Bafut mehrere Male in den Jahren 1901, 1904–1905 und 1907. Von Pavel eroberte den Dorfkomplex von Bafut in einem siebentägigen Feldzug. Die Angriffe führten schließlich zum Exil des Fons von Bafut, Abumbi I, nach Douala für ein Jahr. Er wurde während der deutschen Kolonialzeit wiedereingesetzt, da keine geeigneten Nachfolger für ihn gefunden werden konnten.

## Erinnerung
Das militärische Hauptquartier von Abumbi I bei Mankaha in Bafut während der Bafut-Kriege enthält heute ein Kriegsdenkmal für das Volk der Bafut. Das Gästehaus (das die Residenz des Fon war, das von den Deutschen errichtet wurde) beim gegenwärtigen Palast des Fon beherbergt heute ein Museum. Das Museum beherbergt auch eine besondere Sektion über die Schlacht von Mankon, mit den Schädeln von vier deutschen Soldaten, ihrer Bewaffnung und Munition.